# Amherst, Québec
Amherst är en kommun av typen kanton (municipalité de canton) i provinsen Québec i Kanada. Den ligger i regionen Laurentides, i den sydöstra delen av landet, 100 km nordost om huvudstaden Ottawa. Antalet invånare var 1 728 vid folkräkningen 2021. Landarean är 228 kvadratkilometer.